# Mullaghcarn
Mullaghcarn är ett berg i Storbritannien.   Det ligger i riksdelen Nordirland, i den västra delen av landet, 600 km nordväst om huvudstaden London. Toppen på Mullaghcarn är 542 meter över havet. Mullaghcarn ingår i Sperrin Mountains.
Terrängen runt Mullaghcarn är kuperad åt nordväst, men åt sydost är den platt.Runt Mullaghcarn är det ganska glesbefolkat, med 24 invånare per kvadratkilometer. Närmaste större samhälle är Omagh, 10,7 km sydväst om Mullaghcarn. Trakten runt Mullaghcarn består i huvudsak av gräsmarker.